# Marchantia tenella
Marchantia tenella là một loài Rêu trong họ Marchantiaceae. Loài này được L. mô tả khoa học đầu tiên năm 1753.